# Покровка (Аургазинський район)
Покро́вка (рос. Покровка, башк. Покровка) — присілок у складі Аургазинського району Башкортостану, Росія. Входить до складу Ісмагіловської сільської ради.
Населення — 17 осіб (2010; 21 в 2002).
Національний склад:
- татари — 62%
- українці — 29%